# Konnukka och Mustikainen
Konnukka och Mustikainen är en sjö vid finsk-ryska gränsen. Den finländska delen ligger i kommunen Ilomants i landskapet Norra Karelen i Finland. Sjön ligger 148,4 meter över havet. Den är 6,2 meter djup. Arean är 1,79 kvadratkilometer och strandlinjen är 13,55 kilometer lång.  Den  ingår i Vuoksens huvudavrinningsområde.  Sjön ligger omkring 81 kilometer öster om Joensuu och omkring 440 kilometer nordöst om Helsingfors. 
Av de båda sjödelarna ligger den västra, Konnukka, nästan helt i Finland, medan den östra, Mustikainen, delas av riksgränsen. Hela sjön ligger inom skyddsområde.
I sjön finns öarna Verkkosaari och Satasaaret. 